# Welschenrohr
Welschenrohr (toponimo tedesco; in francese Rosières) è un comune svizzero di 1 124 abitanti del Canton Soletta, nel distretto di Thal.